# Gewestbos Ravels

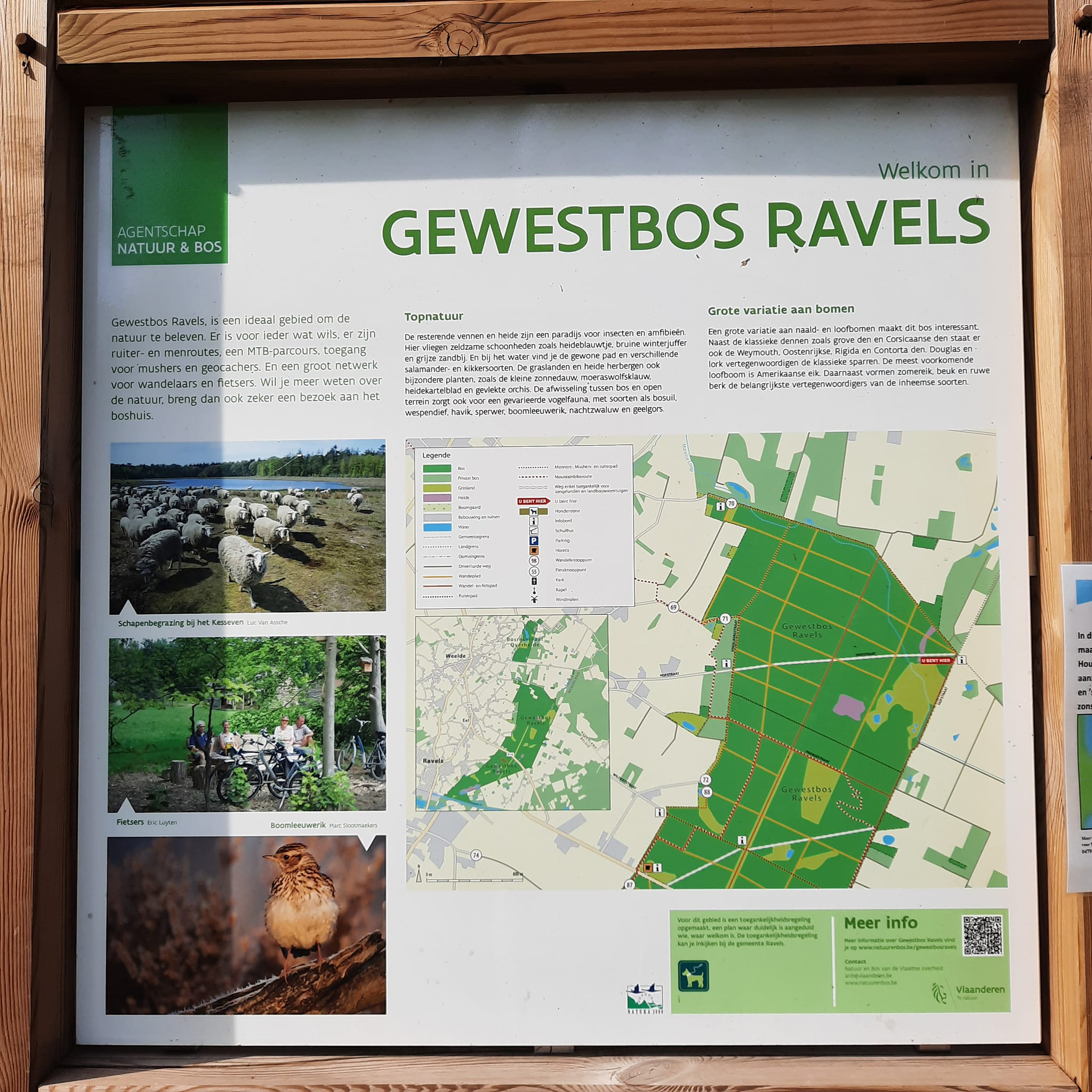

Het Gewestbos Ravels is een bos en natuurgebied in de Antwerpse gemeente Ravels, dat zich bevindt in het oosten van deze gemeente.
Het ongeveer 850 ha grote gebied wordt beheerd door het Agentschap Natuur en Bos.

## Geschiedenis
Het betreft een voormalig heidegebied, dat omstreeks 1800 aan de gemeente kwam en in 1903 en daarna werd verkocht aan de Belgische staat. Deze ging er een proefterrein aanleggen om te onderzoeken welke vorm van bosbouw het meest geschikt was.
Vanaf de zuidkant werd langs de oever van het Kanaal Dessel-Turnhout-Schoten werd de bebossing gestart in 1904, in 1914 werd de Arendonksesteenweg bereikt en in 1930 was de ontginning voltooid.

## Natuur
Hoewel in wezen een grootschalige ontginning, bleven een aantal vennen gespaard, waaronder het Kesseven en het Klotgoor. Men vindt er gevlekte orchis, moeraswolfsklauw, zonnedauw en heidekartelblad.
Van de insecten kunnen winterjuffer en heideblauwtje worden genoemd. Van de vogels komen onder meer boomvalk, geelgors, nachtzwaluw, havik, sperwer, wespendief en bosuil voor. Amfibieën zijn vertegenwoordigd met groene kikker, bruine kikker, gewone pad en een aantal soorten salamander.
Het bos, aangelegd als proefproject, herbergt een grote variatie naaldhout: grove den, Corsicaanse den, Weymouthden, Oostenrijkse den en draaiden. Verder allerlei soorten sparren en drie soorten thuja: westerse levensboom, oosterse levensboom en reuzenlevensboom.

## Recreatie
Naast het bezoekerscentrum Het Boshuis zijn er diverse wandelingen, waaronder de Bruggekenswandeling van 10 km. Verder is het gebied toegankelijk voor ruiters en fietsers.